# Anstalten Hindelbank
Die Justizvollzugsanstalt Hindelbank (JVA Hindelbank) ist das einzige Frauengefängnis der Deutschschweiz. Sie befindet sich in der Gemeinde Hindelbank im Kanton Bern. Direktorin war von Mai 2011 bis Mai 2024 Annette Keller. Am 1. Juni 2024 übernahm Andrea Wechlin die Leitung der JVA, da Annette Keller in Rente ging.
Nachdem in den ehemaligen Schlossgebäuden zuerst eine Armenanstalt für Frauen untergebracht war, erfolgte 1896 eine Umwandlung in eine Zwangsarbeitsanstalt für Weiber. 1912 wurde diese zur Arbeits- und Strafanstalt für Frauen und später zu den Anstalten Hindelbank.
Neben verurteilten Straftäterinnen wurden früher, bis zum Jahr 1981, auch Frauen ohne Gerichtsurteil administrativ versorgt in Hindelbank untergebracht.
1976 starb dort die Fahrende Rasmieh Hussein nach Einnahme eines vom „Rassenhygieniker“ Benedikt Fontana verschriebenen lytischen Cocktails.
Bekannte Insassinnen waren u. a. Maria Popescu und Mariella Mehr oder auch die Linksterroristin Gabriele Kröcher-Tiedemann.
Nachdem zuerst erwogen worden war, die Anstalten Hindelbank aufzugeben und stattdessen bei den Anstalten Witzwil ein neues Frauengefängnis zu bauen, beschloss die Berner Kantonsregierung 2013 doch am alten Standort festzuhalten.
2020 hat die Rechtswissenschaftliche Fakultät der Universität Bern der Direktorin Annette Keller die Ehrendoktorwürde verliehen.